# موشيه أبوتبول
موشيه أبوتبول (بالعبرية: משה אבוטבול‏) هو لاعب كرة قدم إسرائيلي في مركز الوسط، ولد في 11 أغسطس 1984 في أسدود في إسرائيل. شارك مع منتخب إسرائيل تحت 19 سنة لكرة القدم ومنتخب إسرائيل تحت 21 سنة لكرة القدم. أما مع النوادي، فقد لعب مع نادي أسدود ونادي هبوعيل إيروني كريات شمونة.

## وصلات خارجية
- موشيه أبوتبول على موقع قاعدة بيانات كرة القدم.إي يو (الإنجليزية)
- موشيه أبوتبول على موقع Soccerbase.com (لاعب) (الإنجليزية)